# Enicospilus cruciator
Enicospilus cruciator är en stekelart som beskrevs av Viktorov 1957. Enicospilus cruciator ingår i släktet Enicospilus och familjen brokparasitsteklar. Inga underarter finns listade i Catalogue of Life.